# Nyakatuntu
Nyakatuntu è una circoscrizione rurale (rural ward) della Tanzania situata nel distretto di Kyerwa, regione del Kagera. Conta una popolazione di 15 168 abitanti (censimento 2012).